# Clase General Mola
Los clase General Mola eran submarinos de clase Archimede italianos, cedidos al bando sublevado en 1937 por la Italia de Mussolini durante la guerra civil española.

## Los buques
En 1931 se pusieron en grada cuatro submarinos diseñados por el ingeniero Virginio Cavallini, que recibirán los nombres de Archimede, Torricelli, Ferraris y Galilei, integrantes de la clase Archimede , que retenían las líneas del casco de sus predecesores; fueron versiones ampliadas con más autonomía y mayor armamento que la Clase Settembrini. Resultaron buenos submarinos, con excelentes condiciones y profundidad de inmersión operacional de 90 m.

## Cesión a los sublevados
El 11 de septiembre de 1936 se organizó una reunión en Cáceres entre los jefes de las marinas alemana, italiana y de la Armada sublevada, comprometiéndose alemanes e italianos a enviar submarinos de la Kriegsmarine y de la Regia Marina en ayuda de la flota nacionalista, que actuarían operacionalmente bajo el mando naval de las fuerzas sublevadas. El 29 de abril de 1937 se gestionaron activamente los dos submarinos, que se consiguieron del almirante Somigli, jefe del gabinete que dirigía la Regia Marina. Aceptadas las premisas, quedaron elegidos el Archimede y el Torricelli.

## Transferencia a la Marina Nacional
Tras un breve período de obras y mantenimiento, los submarinos salieron de Gaeta el 17 de abril de 1937 en dirección a las islas Baleares. Llevaban una dotación reducida, compuesta por marineros italianos y algunos españoles, que estaban en Italia desde hacía ya algún tiempo para adiestrarse en su manejo.
El día 19 fondearon en una pequeña bahía de la isla de Cabrera, donde les estaban esperando dos mercantes armados que, procedentes de Cádiz, llevaban a bordo las dotaciones españolas formadas por voluntarios desembarcados de otras unidades de la Armada. Aquella misma noche se efectuó la entrega de los dos submarinos, después de la cual el personal italiano desembarcado regresó directamente a Italia. Para el adiestramiento de las dotaciones españolas quedaron a bordo de cada submarino, en calidad de voluntarios legionarios, once personas en cada uno.
Inicialmente se les dieron los nombres de C-3 y C-5, para hacer creer que eran los perdidos por los republicanos y que habían sido recuperados. Posteriormente en el mes de agosto recibieron el nombre de General Mola y General Sanjurjo. Este último estuvo bajo el mando de Luis Carrero Blanco cuando acabó la guerra. Estos submarinos tenían tres años y se había reducido algo la velocidad en pruebas, pero estaban en muy buen estado de conservación y funcionamiento. Causaron baja en la Regia Marina en abril de 1937 al ser entregados a la Marina Nacional.
Por su parte, el Ferraris y el Galilei, junto a los Iride y Onice de la clase Perla, que recibieron los nombres falsos de General Mola 2º y General Sanjurjo 2º, González López y Aguilar Tablada, fueron cedidos a la Marina sublevada, con oficialidad y dotación durante cuatro meses para aumentar la confusión en las tropas gubernamentales.
Todos ellos operaron desde la base de Sóller en Mallorca contra el tráfico mercante republicano y neutral con destino a puertos gubernamentales en el Mediterráneo, en coordinación con los cruceros auxiliares, la División de Cruceros, la aviación legionaria, alemana y sublevada, así como otros submarinos italianos, utilizados esporádicamente en misiones de guerra, vigilancia y espionaje.